# Georg Schöpflin

Georg Schöpflin als Abgeordneter der Weimarer Nationalversammlung 1919

Georg Johann Schöpflin (* 5. April 1869 in Titisee; † 24. November 1954 in Schöneiche bei Berlin) war ein deutscher Politiker (SPD, SED).

## Leben und Wirken

### Leben im Kaiserreich (1869 bis 1919)
Schöpflin wurde als Sohn eines Böttchers und Landwirtes geboren. Er besuchte die Volksschulen in Titisee und Freiburg im Breisgau zwischen 1875 und 1883. Anschließend absolvierte er von 1883 bis 1885 eine Bürstenmacherlehre. Von 1885 bis 1889 war Schöpflin auf Wanderschaft. In dieser Zeit arbeitete er unter anderem in der Schweiz, in Österreich und Italien. Von 1889 bis 1891 leistete Schöpflin beim 1. Badisches Leib-Grenadier-Regiment Nr. 109 in Karlsruhe seine Wehrpflicht ab. 1891 trat Schöpflin in die Sozialdemokratische Partei Deutschlands (SPD) und in den Deutschen Holzarbeiter-Verband ein. Zu dieser Zeit heiratete Schöpflin. Aus der Ehe ging Alfons Schöpflin (1898–1970) hervor, der nach dem Zweiten Weltkrieg Stadtverordneter von Groß-Berlin wurde.
Seit 1895 arbeitete Schöpflin als Volontär für verschiedene sozialdemokratische Tageszeitungen, Burgstädt, Chemnitz, Mudental und in Leipzig. Von 1895 bis 1897 war er Chefredakteur der Märkischen Volksstimme in Frankfurt an der Oder. Koch und Briem zufolge beurteilten Zeitgenossen Schöpflins Artikel als „lebendig und volkstümlich“, als Person soll er mit Schnurrbart und „vergnüglich blitzenden Augen“ populär gewesen sein.

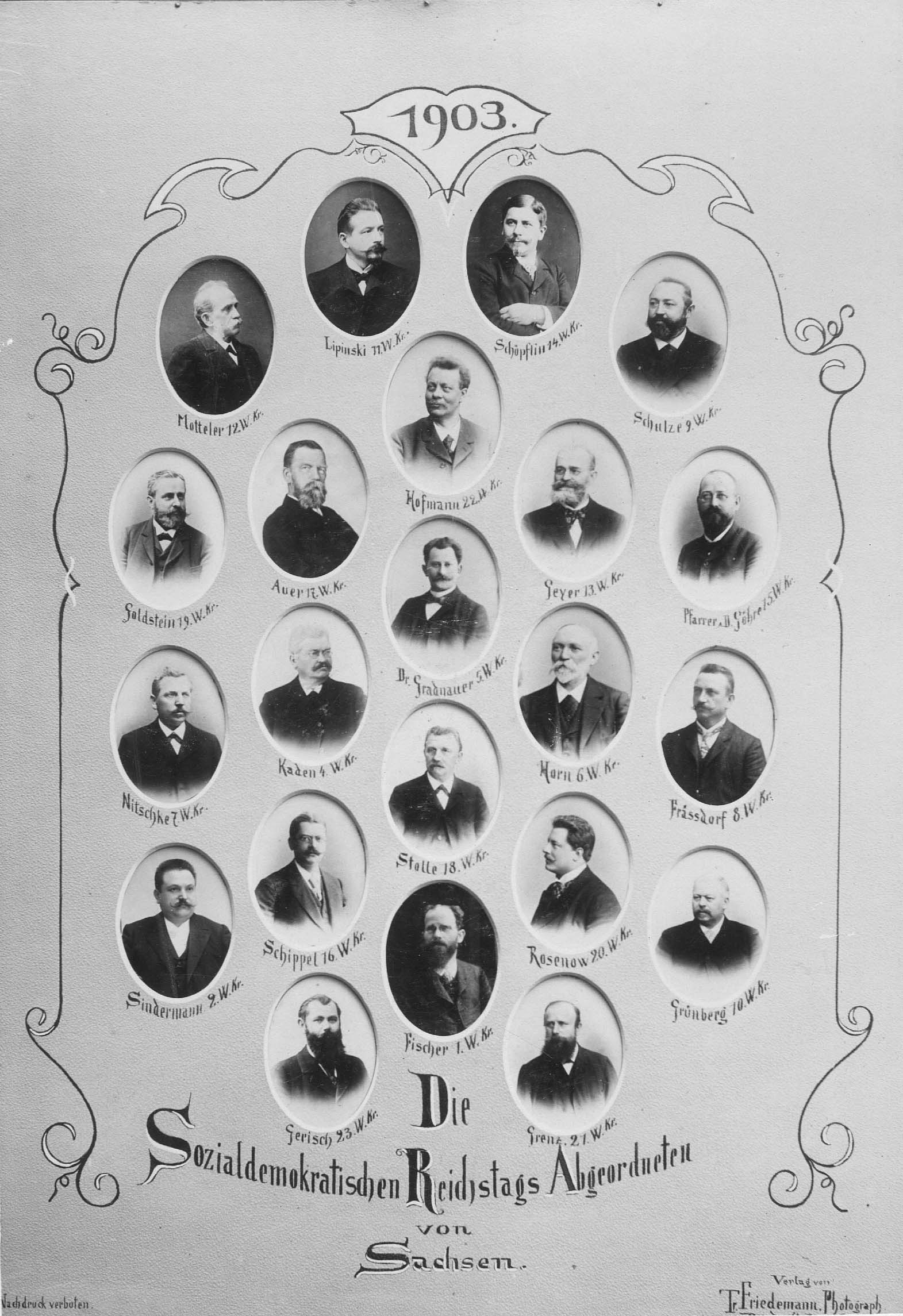
SPD Reichstagsabgeordnete aus Sachsen von 1903. Schöpflin obere Reihe dritter von links.

Im Juni 1903 wurde Schöpflin als Kandidat der SPD für den Wahlkreis 14 (Sachsen) in den Reichstag gewählt, dem er zunächst bis zum Januar 1907 angehörte. Nach einer knapp zweieinhalbjährigen Absenz vom Parlament des Kaiserreiches konnte Schöpflin im September 1909 ins Parlament zurückkehren, in dem er nun den Wahlkreis 19 (Sachsen) vertrat. Er blieb in der Folge Mitglied des Reichstages bis zum November 1918. Im August 1914, zu Beginn des Ersten Weltkrieges, stimmte Schöpflin für die Kriegskredite. Während des Krieges war er abseits seiner Tätigkeit im Parlament vor allem für die Sozialdemokratische Correspondenz in Berlin tätig.

### Weimarer Republik und Nationalsozialismus (1919 bis 1945)
In der Umbruchszeit des Jahres 1919 amtierte Schöpflin einige Wochen lang als Stadtkommandant von Berlin. Außerdem gehörte er in der Zeit von 1919/20 dem Reichstag und der Weimarer Nationalversammlung, auf der die Verfassung der Weimarer Republik ausgearbeitet und beschlossen wurde, an. Nach den ersten Wahlen zum Reichstag der Weimarer Republik gehörte Schöpflin dem Parlament zwölfeinhalb Jahre lang, ohne Unterbrechungen, als Abgeordneter an. Während er in der Übergangsphase von Januar 1919 bis Juni 1920 im Parlament den Wahlkreis 30 (Sachsen) vertreten hatte, saß er von Juni 1920 bis Mai 1924 als Vertreter des Wahlkreises 35 (Baden) im Parlament, dann, von Mai 1924 bis Juli 1932, als Vertreter des Wahlkreises 32. Im Parlament trat Schöpflin vor allem als Redner zu wehrpolitischen Fragen insbesondere zum Etat der Reichswehr hervor.
Parallel zu seiner Abgeordnetentätigkeit war Schöpflin von 1919 bis 1933 Chefredakteur des sozialdemokratischen Volksfreund in Karlsruhe. Seine Artikel dort zeichnete er häufig als „Isegrimm.“
Die nationalsozialistische „Machtergreifung“ 1933 setzte Schöpflins journalistischer Karriere ein Ende. Er entzog sich der Verhaftung durch einen kurzzeitigen Aufenthalt in der Schweiz. Später kehrte er nach Deutschland zurück, wo er für den Rest der NS-Herrschaft unbehelligt in Karlsruhe lebte, beziehungsweise ab 1936 in Schöneiche bei Berlin.

### Letzte Jahre (1945 bis 1954)

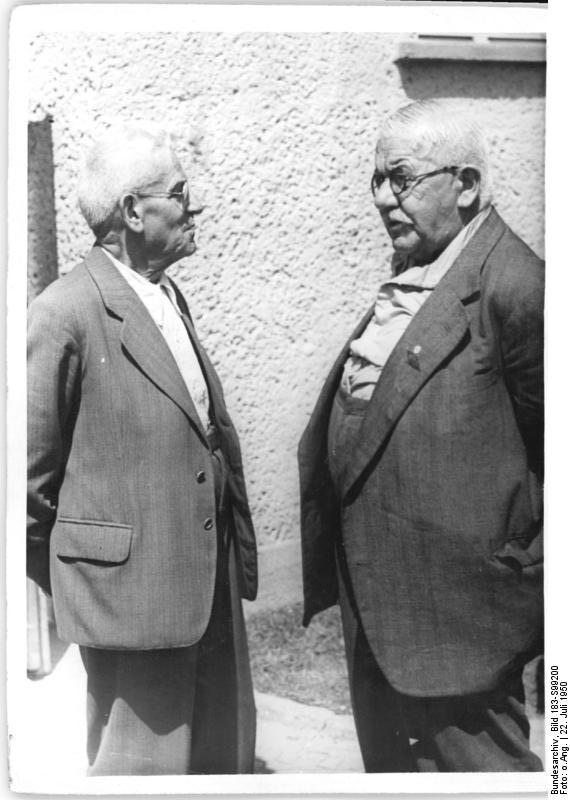
Georg Schöpflin (rechts) mit Adolf Ruprecht auf dem 3. Parteitag der SED (22. Juli 1950)

Nach dem Zweiten Weltkrieg setzte Schöpflin sich für die „Einheit der Arbeiterklasse“ ein. 1946 nahm er am Vereinigungsparteitag teil, auf dem sich die SPD und die KPD in der Sowjetischen Besatzungszone zur SED zusammenschlossen. Für die SED gehörte Schöpflin anschließend noch fünf Jahre lang, von 1946 bis 1951, dem Landtag von Brandenburg als Alterspräsident an.
Von 1948 bis 1949 war Schöpflin Mitglied des Volksrates und von 1949 bis 1950 Mitglied der Provisorischen Volkskammer.

## Schriften
- Die sächsischen Landtagswahlen 1901. In: Sozialistische Monatshefte. 1901, 5 = 7(1901), Heft 11, S. 887–892. Digitalisat
- Kriegervereine und Sozialdemokraten. In: Die Neue Zeit 36.1917-1918, 2. Band (1918), Heft 22, S. 511–514. Digitalisat
- [Rede]. In: 40. Parteitag der Sozialdemokratischen Partei Deutschlands am 19. und 20. April 1946 in Berlin. Vorwärts-Verlag, Berlin 1946, S. 124–128.
- Aus der Geschichte der deutschen Arbeiterbewegung. „Erlebnisse eines Sozialdemokraten“. In: Einheit. Zeitschrift für Theorie und Praxis des wissenschaftlichen Sozialismus. 2. Jg. (1947), S. 685–688.
- Johann Heinrich Wilhelm Dietz. Der Schöpfer und Organisator des sozialistischen Verlagsgeschäftes. Zum 25. Todestag am 28. August 1947. Dietz Verlag, Berlin 1947.